# چینی شیانگ
زبان‌های شیانگ (چینی ساده‌شده: 湘، چینی سنتی: 湘، پین‌یین: xiāng) یا هونانی گروهی از زبان‌های چینی هستند که توسط ۳۸ میلیون نفر در استان هونان و همین‌طور شمال گوانگشی، بخش‌هایی از استان‌های گوئیژو و هوبئی صحبت می‌شوند. دانشمندان شیانگ را به پنج زیرگروه تقسیم می‌کنند.
مردم هونانی نقش مهمی را در تاریخ چین به‌ویژه در جنبش‌های انقلابی و اصلاحاتی همچون اصلاحات صدروزه، انقلاب شین‌های و انقلاب کمونیستی چین ایفا کرده‌اند. مائو تسه‌تونگ و مااینگ جیو از مشهورترین شیانگ‌زبانان تاریخ هستند.

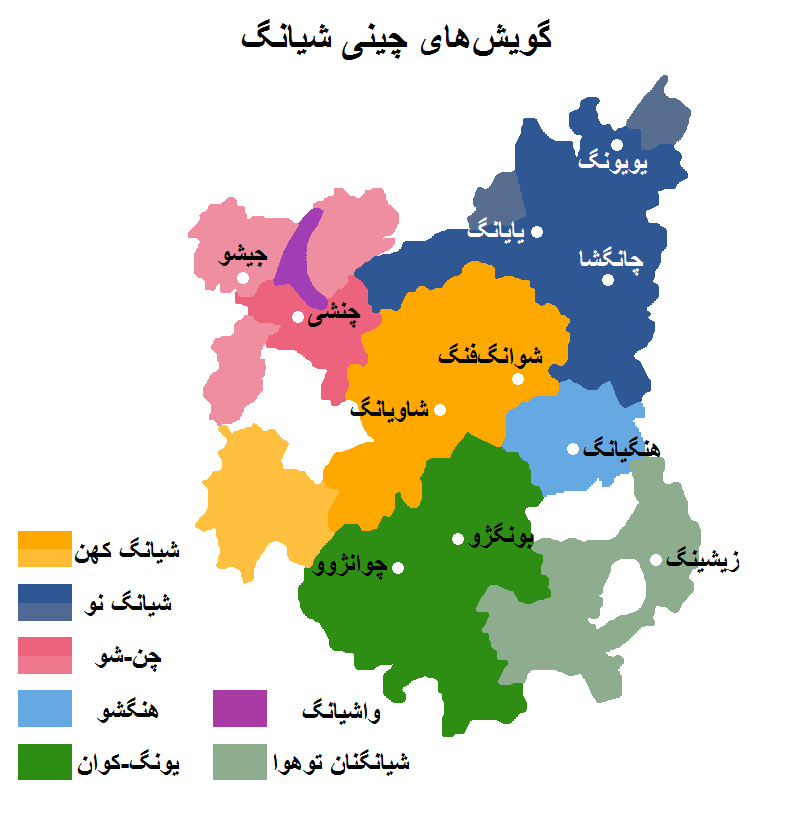
گویش‌های شیانگ